# Хлмец
Хлмец (слч. Chlmec) насељено је мјесто са административним статусом сеоске општине (слч. obec) у округу Хумење, у Прешовском крају, Словачка Република.

## Становништво
| Година:    | 1994. | 2004.   | 2014.   | 2024.   |
| ---------- | ----- | ------- | ------- | ------- |
| Број људи: | 545   | 564     | 568     | 589     |
| Разлика:   |       | +3,48 % | +0,70 % | +3,69 % |

| Година:    | 2023. | 2024.   |
| ---------- | ----- | ------- |
| Број људи: | 584   | 589     |
| Разлика:   |       | +0,85 % |

Према подацима о броју становника из 2024. године насеље је имало 589 становника.